# Elsa Elisabeth Brahe
Elsa Elisabeth Niklasdotter Brahe (29 janvier 1632 – 24 février 1689), Elsa Elisabeth est une comtesse suédoise et duchesse de Stegeborg, épouse de Adolphe-Jean de Palatinat-Deux-Ponts-Cleebourg, duc de Stegeborg, le frère du roi Charles X de Suède. 

## Biographie
Elle est la fille de du comte  Nicholas Brahe af Wisingsborg et ils ont les enfants suivants:
1. Catherine de Palatinat-Deux-Ponts (10 décembre 1661 – 27 mai 1720) épouse du comte Kristofer Gyllenstierna
2. Maria Elizabeth de Palatinat-Deux-Ponts (16 April 1663 – 23 janvier 1748) épouse Christian Gottlob von Gersdorff auf Oppach.
3. Charles Jean (15 septembre 1664 – 10 décembre 1664)
4. Jean Casimir (4 septembre 1665 – 29 mai 1666)
5. Adolphe Jean, Comte Palatin de Cleebourg
6. Gustave Casimir (29 juin 1667 – 21 août 1669)
7. Christina Magdalena (4 avril 1669 – 21 juin 1670)
8. Gustave Samuel Léopold de Palatinat-Deux-Ponts (12 avril 1670 – 17 septembre 1731)
9. enfant anonume (12 décembre 1671)